# USS Laub (DD-613)
DD 613 Laub (Корабль соединённых штатов Лэуб) — американский эсминец типа Benson.
Заложен на верфи Bethlehem Steel, San Pedro 1 мая 1941 года. Спущен 28 апреля 1942 года, вступил в строй 24 октября 1942 года.
Выведен в резерв 2 февраля 1946 года. Из состава ВМС США исключён 1 июля 1971 года.
Продан 14 января 1975 года фирме «J. L. Southard Trucking» в Уиппани, 12 июня 1975 года перепродан фирме «Boston Metals» в Балтимор и разобран на слом.